# Алиев, Играр Габиб оглы
Играр Габиб оглы Алиев (азерб. İqrar Həbib oğlu Əliyev; 14 марта 1924, Баку — 11 июня 2004, Баку) — советский и азербайджанский историк, член-корреспондент АН Азербайджанской ССР; с 2001 года — академик НАНА.
Один из сторонников кавказско-албанской-иранской теории происхождения азербайджанского народа.

## Биография
Родился 14 марта 1924 года в Баку.
После окончания с отличием исторического факультета Азербайджанского государственного университета (АГУ) в 1945 году Играр Алиев начал свою карьеру в Институте истории Академии наук Азербайджанской ССР. В 1949 году защитил кандидатскую диссертацию.
Перед защитой докторской диссертации его назначили заведующим кафедрой древней истории Азербайджанского государственного заочного педагогического института, которую он возглавлял в 1947—1955 годах.
С 1978 года Играр Алиев преподавал в АГУ. 
С 1978 по 11 июня  2004 года — директор Института истории Академии наук Азербайжана. С 1981 по 1984 год — академик-секретарь Отделения общественных наук Академии наук Азербайджанской ССР. В 1980 году был избран членом-корреспондентом Академии наук Азербайджана, а в 2001 году действительным членом НАНА.
И. Алиев возглавлял топонимическую комиссию при Президиуме Верховного совета Азербайджанской ССР, был членом научно-редакционного совета АСЭ.
Играр Алиев владел древнегреческим языком и латынью.
На конференции, посвящённой 80-летию историка Играра Алиева  заместитель директора Института истории Джаби Бахрамов, выступая с докладом на тему «Путь к вершинам науки», рассказал о «содержательном жизненном пути академика Играра Алиева, достигнутых им крупных научных успехах, в частности, его исключительных заслугах в исследовании истории Азербайджана», отметил, что он является автором более 200 научных статей, и 6 монографий.

## Критика
Цитата из книги «Азербайджанцы» посвящённой истории и этнографии азербайджанцев:
И. Алиев и его единомышленники, вопреки очевидным фактам, придерживались мнения об иранском происхождении азербайджанцев (Алиев, 1956; 1960; 1989). Примечательно, что данная «концепция» даже в момент ее создания в конце 1940-х годов не отличалась ни новизной, ни оригинальностью. Ведь основные ее положения были скопированы И. Алиевым из трудов одного из основоположников современного паниранизма А. Кесреви, которого известный востоковед Б.В. Миллер корректно именует «персидским патриотом»
(Миллер, 1930. С. 200).
Айдын Балаев в книге «Этноязыковые процессы в Азербайджане в XIX—XX веках» утверждает, что главным фальсификатором истории азербайджанцев был основатель научной школы по древней истории Азербайджана, директор Института истории им. А. Бакиханова Азербайджанской академии наукИграр Алиев:

Сомнительная слава основоположника данного «научного» направления в отечественной историографии по праву принадлежит Играру Алиеву. В течение более чем полувека именно он руководил «крестовым походом» против национальной памяти азербайджанцев. Следует признать, что за этот период он единолично добился в фальсификации этноязыковой истории азербайджанцев намного больших достижений, чем все вместе взятые антиазербайджанские центры за рубежом. Страдая патологической формой тюркофобии, И. Алиев, начиная с 40-х гг. XX в., в своих многочисленных трудах с упорством, достойным лучшего применения, проповедовал «идею», согласно которой ведущую роль в формировании азербайджанского народа сыграли ирано- и кавказоязычные племена и народности, населявшие древние Мидию и Атропатену, а также Кавказскую Албанию.

Историк Фарида Мамедова: 
Пытаясь занизить, уменьшить, упростить роль тюркоязычных племен в формировании азербайджанского народа, Играр Алиев в этногенезе отдает предпочтение этническим процессам, имеющим место в древности и в античном периоде, конкретно давая приоритет «мидийско-атропатенской народности». При этом в формировании этой народности есть немало уязвимого, неубедительного, в частности в вопросе его самосознания.

## Награды
- Медаль «За доблестный труд»

- Заслуженный деятель науки Азербайджанской ССР (1979) [1].

- Орден Дружбы народов

- Орден «Шохрат» (2002)[1].

## Труды
- Алиев И. Г. О первых племенных союзах на территории Азербайджана. — 1959, Баку
- Алиев И. Г. История Мидии. — 1960, Баку
- Алиев И.Г., Асланов Г.М.  К вопросу о проникновении на территорию Азербайджана племѐн сармато-массагето-аланского круга в первые века нашего летоисчисления. — 1975, Орджоникидзе
- Алиев И. Г. О скифах и Скифском царстве в Азербайджане. — 1979, Баку
- Алиев И., Гадиров Ф. Кабала. — 1985, Баку
- Алиев И. Г. Очерк истории Атропатены. — 1989, Баку
- Алиев И. Г. Нагорный Карабах: История. Факты. События. — 1989, Баку
- Алиев И. Г. История Азербайджана. С древнейших времен до начала XX века. — 1995, Баку
- Алиев И., Мамедзаде К. Албанские памятники Гарабага. — 1997, Баку
- Алиев И. Г. О некоторых вопросах этнической истории азербайджанского народа. — 2002, Баку